# H-E-B Park
Het H-E-B Park is een multifunctioneel stadion in Edinburg, een stad in Texas, Verenigde Staten. 
In het stadion is plaats voor 9.400 toeschouwers. Het stadion werd gebouwd tussen juli 2015 en juni 2016. Er zijn twee tribunes tegenover elkaar. De opening vond plaats in maart 2017 met een wedstrijd tussen Rio Grande Valley FC Toros en CF Monterrey.
Het stadion wordt vooral gebruikt voor voetbalwedstrijden, de voetbalclub Rio Grande Valley FC Toros maakt gebruik van dit stadion. Het stadion werd in 2020 ook gebruikt voor het Olympisch kwalificatietoernooi voetbal 2020 voor vrouwen